# Tuka (sieć rybacka)
Tuka – ciągnione, czynne narzędzie sieciowe do połowu ryb, podobne do włoka, holowane przez dwa trawlery. Tuka wykorzystywana jest do połowów dalekomorskich, głównie do połowu śledzi. Może być holowana na głębokości, na której wykryto ławicę ryb (np. przez echosondę).
Norma branżowa BN-84/3743-24 definiuje następujący podział tuk:
- w zależności od charakteru pracy – tuki denne i pelagiczne;
- w zależności od liczby ścian we wlocie gardzieli – tuki dwuścienne, czterościenne i wielościenne[1].